# Pink Triangle Trust
Pink Triangle Trust (PTT) es una organización benéfica registrada en el Reino Unido que ofrece materiales educativos sobre temas de LBGTQ y la aplicación del humanismo al estudio de estos temas. Su antiguo secretario fue George Broadhead.

## Historia
PTT se estableció en 1992. Lleva el nombre del triángulo rosa, un símbolo utilizado originalmente como una insignia en los campos de concentración nazis para identificar a los hombres homosexuales, pero que desde entonces se ha convertido en un símbolo internacional del orgullo gay y el movimiento por los derechos de los homosexuales. 

## Gay & Lesbian Humanist
El PTT fue el editor de la revista Gay & Lesbian Humanist, más conocida como G&LH. De 1994 a 2005, G&LH fue una revista impresa y se publicó trimestralmente. Durante este tiempo, fue editado por George Broadhead (1994–2000) y Andy Armitage (2000–2005). En 2008, G&LH se relanzó como una revista en línea, con Mike Foxwell como editor. El Gay Humanist Quarterly (GHQ) reemplazó al G&LH cuando el periodista sudafricano Brett Lock se hizo cargo de la redacción de 2005 a 2007. 
En 2011, el PTT lanzó una nueva revista en línea, The Pink Humanist, bajo la dirección del veterano periodista gay Barry Duke, quien también edita la revista Freethinker .   